# Willy Hernangómez
Guillermo « Willy » Gustavo Hernangómez Geuer, né le 27 mai 1994 à Madrid en Espagne, est un joueur espagnol de basket-ball. Il mesure 2,09 m et évolue au poste de pivot au FC Barcelone. Son frère cadet Juan Hernangómez est aussi basketteur.

## Biographie

### Real Madrid (2012-2015)
Hernangómez est formé dans les équipes de jeunes du Real Madrid. En 2013, il est prêté au Cajasol Séville, club de première division, pour obtenir plus de temps de jeu. À l'été 2014, il est de nouveau prêté pour une saison par le Real au Cajasol Séville.
En juillet 2014, Hernangómez fait partie de l'équipe d'Espagne qui dispute le championnat d'Europe des 20 ans et moins. L'Espagne est battue en finale par la Turquie et Hernangómez est nommé dans l'équipe-type de la compétition avec le meilleur joueur, le Turc Cedi Osman, le Bulgare Aleksandar Vezenkov, le Serbe Nikola Janković et le Slovène Matic Rebec. Hernangómez finit la compétition avec des moyennes de 12,3 points et 8,4 rebonds par rencontre.
En décembre 2014, Hernangómez est nommé meilleur joueur de la 8e journée de l'EuroCoupe avec une évaluation de 31. Il marque 21 points (à 6 sur 7 à deux points), prend 12 rebonds et fait 4 passes décisives dans la victoire de Séville face à la Virtus Rome. Quelques jours plus tard, il est élu meilleur joueur de la Liga ACB lors de la 10e journée avec une évaluation de 43 (29 points et 13 rebonds) obtenue lors de la victoire de Séville face au FC Barcelone,.
En avril 2015, il s'inscrit à la draft 2015 de la NBA.

### Knicks de New York (2016-2018)
Le 25 juin 2015, il est choisi en 35e position par les 76ers de Philadelphie.
En juillet 2015, Hernangómez revient au Real Madrid après deux années de prêt à Séville.
En mai 2016, Hernangómez est élu dans la meilleure équipe des espoirs de la Liga pour la saison 2015-2016 avec son frère Juancho (élu meilleur espoir), Luka Dončić, Ludvig Håkanson et Santiago Yusta.

### Hornets de Charlotte (2018-2020)
Le 7 février 2018, en manque de temps de jeu, il est transféré vers les Hornets de Charlotte contre Johnny O'Bryant III.

### Pelicans de La Nouvelle-Orléans (2020-2023)
En novembre 2020, il signe un contrat d'un an avec les Pelicans de La Nouvelle-Orléans.

### Équipe d'Espagne
Willy Hernangómez remporte avec l'Espagne le Championnat d'Europe en 2015, puis en 2022 au cours duquel il est nommé MVP de la compétition.
Il fait partie de l'équipe d'Espagne entraînée par Sergio Scariolo qui remporte le bronze aux Jeux olympiques de 2016.

## Famille
Willy Hernangómez a un frère, Juancho né en 1995 et joueur professionnel de basket-ball. Leur mère est Margarita Ivonne « Wonny » Geuer Draeger (es), une joueuse internationale espagnole de basket-ball et championne d'Europe en 1993 et leur père est Guillermo Hernangómez Heredero (es), un ancien joueur de basket-ball au Real Madrid et à Estudiantes Madrid.

## Palmarès
Avec l'Espagne :
- Médaille d'or au Championnat d'Europe 2015
- Médaille de bronze au Tournoi olympique de basket-ball 2016.
- Médaille de bronze au Championnat d'Europe 2017
- Médaille d'or à la Coupe du monde 2019
- Médaille d'or au Championnat d'Europe 2022
- Élu MVP du Championnat d'Europe 2022

## Statistiques NBA

### Saison régulière
| Saison    | Équipe              | Matchs | Titul. | Min./m | % Tir | % 3pts | % LF | Rbds/m. | Pass/m. | Int/m. | Ctr/m. | Pts/m. |
| --------- | ------------------- | ------ | ------ | ------ | ----- | ------ | ---- | ------- | ------- | ------ | ------ | ------ |
| 2016-2017 | New York            | 72     | 22     | 18,4   | 52,9  | 26,7   | 72,8 | 6,97    | 1,33    | 0,57   | 0,50   | 8,15   |
| 2017-2018 | New York            | 26     | 0      | 8,9    | 60,5  | 20,0   | 42,9 | 2,58    | 0,81    | 0,31   | 0,27   | 4,27   |
| 2017-2018 | Charlotte           | 22     | 1      | 11,9   | 50,6  | 57,1   | 75,8 | 5,27    | 0,55    | 0,45   | 0,41   | 6,14   |
| 2018-2019 | Charlotte           | 58     | 3      | 14,0   | 51,9  | 38,5   | 69,4 | 5,36    | 1,03    | 0,28   | 0,34   | 7,26   |
| 2019-2020 | Charlotte           | 31     | 0      | 12,1   | 53,2  | 22,7   | 62,7 | 4,32    | 0,94    | 0,32   | 0,23   | 6,13   |
| 2020-2021 | La Nouvelle-Orléans | 47     | 12     | 18,0   | 56,3  | 10,0   | 66,7 | 7,10    | 1,10    | 0,50   | 0,50   | 7,80   |
| 2021-2022 | La Nouvelle-Orléans | 50     | 8      | 16,8   | 52,0  | 33,3   | 77,3 | 6,80    | 1,30    | 0,40   | 0,40   | 9,10   |
| Total     | Total               | 306    | 46     | 15,3   | 53,4  | 30,9   | 70,2 | 5,90    | 1,10    | 0,40   | 0,40   | 7,40   |

Dernière mise à jour le 30 avril 2022

### Playoffs
| Saison   | Équipe              | Matchs | Titul. | Min./m | % Tir | % 3pts | % LF | Rbds/m. | Pass/m. | Int/m. | Ctr/m. | Pts/m. |
| -------- | ------------------- | ------ | ------ | ------ | ----- | ------ | ---- | ------- | ------- | ------ | ------ | ------ |
| 2022     | La Nouvelle-Orléans | 1      | 0      | 2,0    | 25,0  | 0,0    | 0,0  | 2,00    | 0,00    | 0,00   | 0,00   | 2,00   |
| Carrière | Carrière            | 1      | 0      | 2,0    | 25,0  | 0,0    | 0,0  | 2,00    | 0,00    | 0,00   | 0,00   | 2,00   |

Dernière mise à jour le 30 avril 2022

## Records sur une rencontre en NBA
Les records personnels de Willy Hernangómez en NBA sont les suivants, :
| Type de statistique        | Saison régulière | Saison régulière           | Saison régulière | Playoffs | Playoffs        | Playoffs      |
| Type de statistique        | Record           | Adversaire                 | Date             | Record   | Adversaire      | Date          |
| -------------------------- | ---------------- | -------------------------- | ---------------- | -------- | --------------- | ------------- |
| Points                     | 29               | @ 76ers de Philadelphie    | 25 janvier 2022  | 2        | Suns de Phoenix | 24 avril 2022 |
| Paniers marqués            | 11               | 2 fois                     | 2 fois           | 1        | Suns de Phoenix | 24 avril 2022 |
| Paniers tentés             | 16               | 2 fois                     | 2 fois           | 4        | Suns de Phoenix | 24 avril 2022 |
| Paniers à 3 points réussis | 3                | @ 76ers de Philadelphie    | 9 novembre 2018  | -        | -               | -             |
| Paniers à 3 points tentés  | 4                | Celtics de Boston          | 19 novembre 2018 | 1        | Suns de Phoenix | 24 avril 2022 |
| Lancers francs réussis     | 14               | @ Warriors de Golden State | 31 mars 2019     | -        | -               | -             |
| Lancers francs tentés      | 15               | @ Warriors de Golden State | 31 mars 2019     | -        | -               | -             |
| Rebonds offensifs          | 9                | @ Kings de Sacramento      | 5 avril 2022     | 2        | Suns de Phoenix | 24 avril 2022 |
| Rebonds défensifs          | 12               | Kings de Sacramento        | 17 janvier 2019  | -        | -               | -             |
| Rebonds totaux             | 17               | Trail Blazers de Portland  | 17 février 2021  | 2        | Suns de Phoenix | 24 avril 2022 |
| Passes décisives           | 5                | 5 fois                     | 5 fois           | -        | -               | -             |
| Interceptions              | 3                | 6 fois                     | 6 fois           | -        | -               | -             |
| Contres                    | 3                | 3 fois                     | 3 fois           | -        | -               | -             |
| Balles perdues             | 6                | @ Bucks de Milwaukee       | 8 mars 2017      | -        | -               | -             |
| Minutes jouées             | 36               | @ Spurs de San Antonio     | 25 mars 2017     | 2        | Suns de Phoenix | 24 avril 2022 |

- Double-double : 42
- Triple-double : 0

Dernière mise à jour : 5 février 2023